# عمر أباد (أرومية)
عمر أباد هي قرية في مقاطعة أرومية، إيران. يقدر عدد سكانها بـ 359 نسمة بحسب إحصاء 2016.